# Typlokal

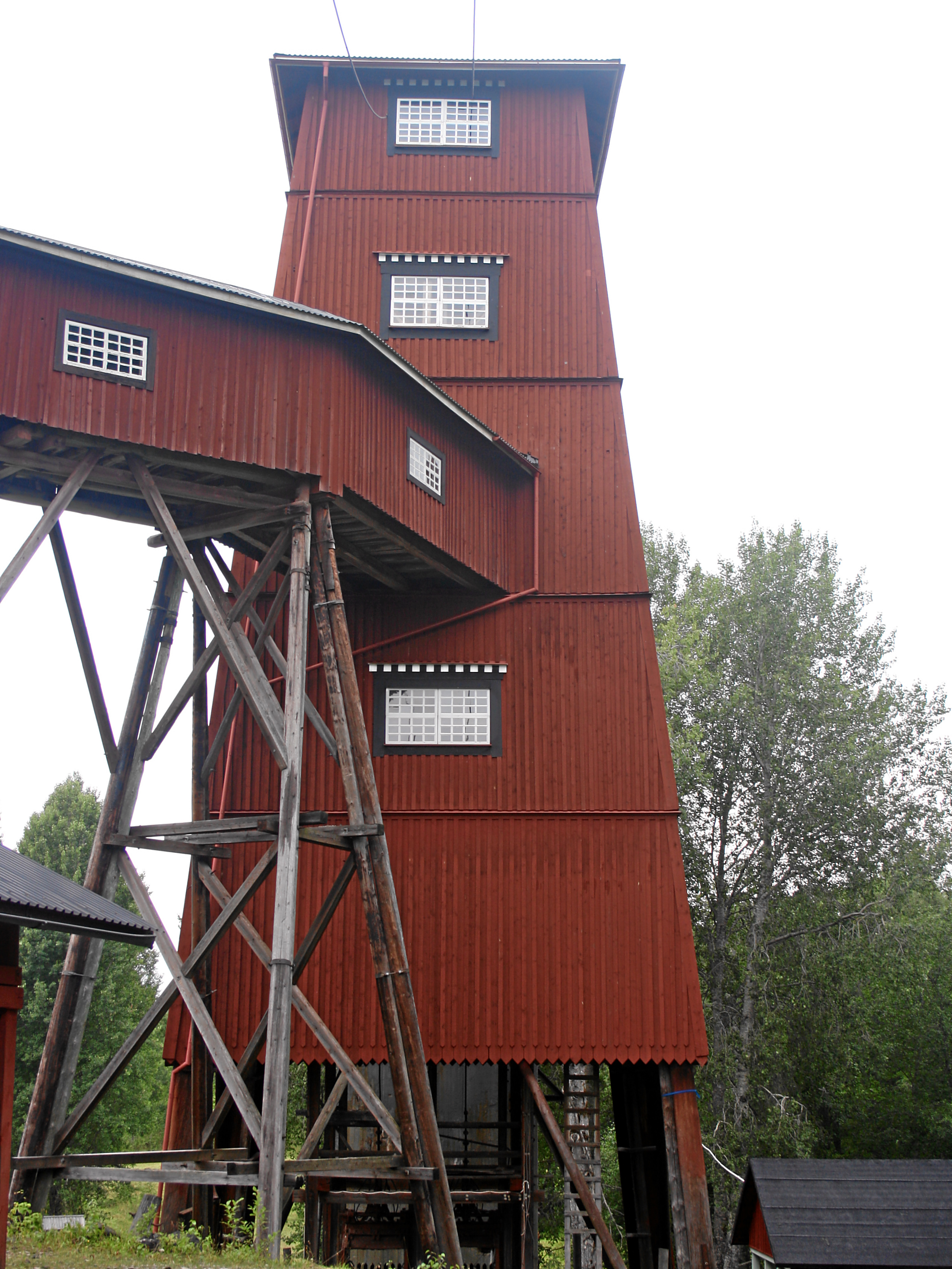
Långbans nya schakt. Långban i Värmland är typlokal för ett stort antal mineral.

En typlokal är den geografiska, och där det är relevant, stratigrafiska plats där en namnbärande (på engelska "name bearing") typ av en art eller underart har fångats, samlats in eller observerats. Detta gäller inte bara levande och fossila organismer utan även bergartsformationer och mineral.
En typlokal är således en referenslokal av högsta vetenskapligt intresse och bevarandevärde. Typlokaler regleras inte av något "regelverk" som till exempel International Commission on Zoological Nomenclature.